# Voice of A&G Digital 超ラジ!NEXT
『Voice of A&G Digital 超ラジ!NEXT』（ちょうラジネクスト）は、2008年1月1日から同年4月1日まで超!A&G+で生放送されていたラジオ番組。

## 放送概要
内容
毎週、多彩なA&G関係者が週替りでメインパーソナリティを務め、業界の裏話から、プライベートの逸話まで、余すことなく語りつくす。
パーソナリティ
- 週代わりメインパーソナリティ
- 戸塚利絵（ナビゲーター）

放送時期
- 2008年1月1日 -  2008年4月1日

放送時間
- 本放送 火曜日16:00 - 17:00
- 再放送 火曜日25:00 - 26:00、土曜日17:00 - 18:00、日曜日7:00 - 8:00、16:00 - 17:00、月曜日6:00 - 7:00

## 各回出演者
第1回（2008年1月1日）
『戸塚利絵の超ラジ!NEXT』 プレ放送（録音）
- 戸塚利絵

第2回（2008年1月8日）
『野崎圭一の超ラジ!NEXT』
- 野崎圭一（JVCエンタテインメント プロデューサー）
- 戸塚利絵

第3回（2008年1月15日）
『諏訪道彦の超ラジ!NEXT』
- 諏訪道彦（よみうりテレビ プロデューサー)
- 戸塚利絵

第4回（2008年1月22日)
- 永谷敬之（バンダイビジュアル アニメプロデューサー）
- 木戸健介（ランティス 音楽プロデューサー）
- 戸塚利絵

第5回（2008年1月29日）
『古林英明の超ラジ!NEXT』
- 古林英明（角川書店 編集長）
- 戸塚利絵

第6回（2008年2月5日）
『渡辺晃一の超ラジ!NEXT』
- 渡辺晃一（クラーク記念国際高等学校・秋葉原ITキャンパス 主任講師）
- 戸塚利絵

第7回 (2008年2月12日)
『武田冬門の超ラジ!NEXT』
- 武田冬門（集英社・宣伝部）
- 戸塚利絵

第8回（2008年2月19日）
『西口美希恵の超ラジ!NEXT』
- 西口美希恵（ポニーキャニオン・映像制作部）
- 戸塚利絵

第9回（2008年2月26日）
『広井王子の超ラジ!NEXT』
- 広井王子（マルチプロデューサー）
- 戸塚利絵

第10回（2008年3月4日）
『南雅彦の超ラジ!NEXT』
- 南雅彦（ボンズ 代表取締役プロデューサー）
- 戸塚利絵

第11回（2008年3月11日）
『鈴木仁の超ラジ!NEXT』
- 鈴木仁（東京国際アニメフェア実行委員会事務局 チーフプロデューサー）
- 戸塚利絵
- 水木一郎（ゲスト）

第12回（2008年3月18日）
『井上伸一郎の超ラジ!NEXT』
- 井上伸一郎（角川書店・代表取締役社長）
- 戸塚利絵

第13回（2008年3月25日）
- 戸塚利絵

第14回（2008年4月1日）
最終回
- 戸塚利絵

## エピソード等
- 最終回の2008年4月1日生放送分にて戸塚利絵が「この番組は今回で終わりますが、4月10日木曜日夜10時より新番組『東京国際アニメフェア2009 超!ステーション』のパーソナリティとして第11回のスペシャルパーソナリティ鈴木仁さんと一緒に番組を進行することになりました。」と、新番組の告知とメールアドレスの呼び込みを行った。また、戸塚が特番パーソナリティを担当した「東京国際アニメフェア2008 超!ステーション」のリピート放送の告知も行っていた。番組の挨拶の締めは「3か月間この番組をお聴きいただきありがとうございました。また、新番組でお耳にかかりましょう。」と締めくくっていた。